# 湯沢インターチェンジ (新潟県)
湯沢インターチェンジ（ゆざわインターチェンジ）は、新潟県南魚沼郡湯沢町神立にある、関越自動車道のインターチェンジ。
東日本高速道路株式会社新潟支社湯沢管理事務所が供設されている。
なお、当IC - 水上IC間にある関越トンネルは危険物積載車両は通行できない。このため、東京方面へ向かう当該車両は当ICで流出し、国道17号の三国峠を経由して月夜野ICまで迂回しなければならない（なお、誤って進入した場合は土樽PAの緊急退出路でUターン可能）。

## 道路
- E17 関越自動車道（16番）

## 接続する道路
- 国道17号

## 料金所
- ブース数：8

### 入口
- ブース数：3
  - ETC専用：2
  - 一般：1

### 出口
- ブース数：5
  - ETC専用：2
  - 一般：3　（うち1つは、自動精算機）

## 湯沢バスストップ
IC内にある高速バス停留所。停車するのは新宿・池袋 - 新潟線の1路線のみである。
当インターの跨道橋と県道が交差する位置に南越後観光バスの宮林バス停が設けられているが、停留所の待合室には同バス停の案内等は特に掲示されていない。なお越後湯沢駅へはバス・タクシーで約10分、徒歩で約30分を要する。

### 停車路線
- 東京・大宮 - 長岡・新潟線（バスタ新宿・池袋駅東口 - 万代シテイバスセンター）

## 隣
E17 関越自動車道
(15)水上IC - 関越TN - 谷川岳PA - 土樽PA - (16)湯沢IC - 塩沢石打SA（上り線） - (16-1)塩沢石打IC/SA（下り線）

## 周辺
- 越後湯沢駅 - 北西へ約1.7km
- 湯沢町役場
- 湯沢砂防事務所
- 越後湯沢温泉・白瀧酒造
- NASPAニューオータニ・NASPAスキーガーデン・NASPAコスモスガーデン
- 湯沢ニューオータニ
- 湯沢高原スキー場・ガーラ湯沢
- 神立高原スキー場・神立温泉・貝掛温泉・かぐらスキー場
- 岩原スキー場
- エンゼルグランディア越後中里・湯沢中里スキー場
- 苗場プリンスホテル・苗場スキー場
- 本陣リゾート